# Callum Turner
Pour les articles homonymes, voir Turner.
Callum Robilliard Turner, né le 15 février 1990 à Londres, est un acteur britannique.
Il est notamment reconnu pour ses rôles dans des séries télévisées comme Leaving, The Borgias ou encore Glue. Il est également actif au cinéma où il a tourné entre autres dans Queen and Country de John Boorman ou Green Room de Jeremy Saulnier projeté au Festival de Cannes en 2015 dans le cadre de la Quinzaine des réalisateurs.
Il interprète Thésée Dragonneau, le frère de Norbert Dragonneau, dans les films Les Animaux Fantastiques : Les Crimes de Grindelwald (2018) et Les Animaux Fantastiques : Les Secrets de Dumbledore (2022).

## Biographie

### Jeunesse
Il naît et grandit à Londres en Angleterre. Son deuxième prénom vient du poète David Robilliard (en), un ami de sa mère, décédé deux ans avant que Callum naisse.
Il est un grand fan de Chelsea.
Dans une interview au Festival de Cannes en 2014, il a déclaré que sa mère lui a inculqué l'amour du cinéma et l'a inspiré à devenir acteur.

### Carrière
En 2012, il apparait dans le clip Time to Dance de The Shoes, aux côtés de Jake Gyllenhaal.
En 2014 Callum Turner reçoit le prix Breakthrough Brits, décerné dans le cadre des British Academy Film and Television Arts Awards, qui distingue de jeunes talents et leur offre le parrainage d'acteurs, réalisateurs... reconnus.

### Vie privée
De 2015 à 2019, il a été en couple avec l'actrice anglaise Vanessa Kirby.
En janvier 2024, la chanteuse, actrice et mannequin Dua Lipa et lui-même officialisent leur couple. Les deux stars se sont fiancées en décembre 2024.

## Théâtre
- 2011 : The Colour Of Home : Charlie
- 2013 : Hard Feelings : Tone

## Filmographie

### Cinéma

#### Longs métrages
- 2011 : Zero de David Barrouck : Tony
- 2014 : Queen and Country de John Boorman : Bill Rohan
- 2015 : Docteur Frankenstein (Victor Frankenstein) de Paul McGuigan : Alistair
- 2015 : Green Room de Jeremy Saulnier : Tiger
- 2016 : Assassin's Creed de Justin Kurzel : Nathan
- 2016 : Tramps de Adam Leon : Danny
- 2017 : Writer's Room de Gabriel Henrique Gonzalez : Callum
- 2017 : Liaisons à New York (The Only Living Boy in New York) de Marc Webb : Thomas Webb
- 2017 : Mobile Homes de Vladimir de Fontenay : Evan
- 2018 : Les Animaux fantastiques : Les Crimes de Grindelwald (Fantastic Beasts: The Crimes of Grindelwald) de David Yates : Thésée Dragonneau
- 2020 : Emma. d'Autumn de Wilde: Frank Churchill
- 2021 : La Dernière Lettre de son amant (The Last Letter from Your Lover) d'Augustine Frizzell : Anthony O'Hare
- 2022 : Les Animaux fantastiques : Les Secrets de Dumbledore (Fantastic Beasts: The Secrets of Dumbledore) de David Yates : Thésée Dragonneau
- 2023 : Ils étaient un seul homme (The Boys in the Boat) de George Clooney : Joe Rantz
- 2025 : Atropia de Hailey Gates :
- 2025 : Eternity de David Freyne

#### Courts métrages
- 2012 : Human Beings de Jonathan Entwistle : Scott
- 2013 : Alleycats de Ian Bonhôte : Eze

### Télévision

#### Séries télévisées
- 2012 : The Town (mini-série) : Ashley (2 épisodes)
- 2012 : Leaving : Aaron (3 épisodes)
- 2013 : The Borgias : Calvino (épisode 7, saison 3)
- 2013 : Ripper Street : Phillip (épisode 6, saison 2)
- 2014 : Glue : Eli (8 épisodes)
- 2016 : Guerre et Paix (War & Peace) de Tom Harper (mini-série) : Anatole Kouraguine (5 épisodes)
- 2019 : The Capture : Shaun Emery
- 2024 : Masters of the Air : Le major John « Bucky » Egan

## Voix francophones
En version française, Jim Redler (dans Leaving, Docteur Frankenstein, Green Room et The Capture) et Julien Allouf (dans la saga Les Animaux fantastiques et Masters of the Air) sont les voix régulières de Callum Turner.
À titre exceptionnel, l'acteur est doublé par Yoann Sover dans Guerre et Paix, Laurent Maurel dans Emma., Rémi Bichet dans La Dernière Lettre de son amant et Valentin Merlet dans Ils étaient un seul homme.